# Trzy etiudy Chopina (film 1944)
Trzy etiudy Chopina – polsko-amerykański film poetycki, etiuda eksperymentalna w reżyserii Eugeniusza Cękalskiego z 1944. Autorami scenariusza są Cękalski i Krystyna Swinarska. Autorem zdjęć jest Cękalski oraz Lillys J. Rescher. Za efekty specjalne odpowiadał N. Lerner.
Film Trzy etiudy Chopina stanowi remake filmu o tym samym tytule z 1937 (reżyserował go ten sam twórca). Jego kopie przechowywane są w Filmotece Polskiej oraz Polish Information Center – Nowy Jork.
Jest to film dźwiękowy, nagrany na taśmie o średnim metrażu w technice Eastman Color. Komentarz czytany jest przez Olina Downesa. W filmie występuje para tancerzy, Natalia Krassowska i Jerzy Łazowski. Charakter filmu jest wyraźnie propagandowy. Zyskał on duże uznanie zarówno w Stanach Zjednoczonych, jak i w powojennej Polsce.
W filmie wykorzystano muzykę skomponowaną przez Fryderyka Chopina w wykonaniu pianisty Witolda Małcużyńskiego (wizualizacja Etiudy c-moll op. 10 nr 12 wyraźnie nawiązuje do filmu Wzywamy Pana Smitha z 1943 autorstwa Franciszki i Stefana Themersonów).
W filmie wykorzystano trzy utwory autorstwa Chopina:
- nokturn Fis-dur op. 15 nr 2 powstały w latach 1830-1833[1], który zilustrowany jest obrazami przyrody,
- mazurek f-moll op. 7 nr 3 powstały w latach 1830-1831[2], który zobrazowany jest tańcem,
- etiudę c-moll nr 12 z op. 10 zwaną "Rewolucyjną" powstałą w latach 1829-1832[3], która zobrazowana jest układami linearnymi, figurami geometrycznymi oraz światłocieniem.